# C/2012 F1 (Gibbs)
C/2012 F1 (Gibbs) — одна з довгоперіодичних комет. Ця комета була відкрита 16 березня 2012 року; вона мала 18.7m на час відкриття.